# 迷人凸轴蕨
迷人凸轴蕨（学名：Metathelypteris decipiens）为金星蕨科凸轴蕨属下的一个种。

## 扩展阅读
- 維基物種上的相關：迷人凸轴蕨